# Natalja Witaljewna Worobjowa
Natalja Witaljewna Worobjowa (russisch Наталья Витальевна Воробьёва; * 27. Mai 1991 in Tulun) ist eine russische Ringerin. Sie ist Olympiasiegerin, Welt- und Europameisterin.

## Werdegang
Natalja Worobjowa begann im Alter von 10 Jahren mit dem Ringen. Sie gehört dem Sportclub Dovmont St. Petersburg, wo Kamil Dschigantschin ihr erster Trainer war. Ferner wurde sie auch von Boris Busuk und Michail Morojanow trainiert. Ihr gegenwärtiger Trainer ist Dimitri Gertscheglo. Sie ist Sportstudentin und startet bei einer Größe von 1,72 Metern in der Gewichtsklasse bis 72 kg Körpergewicht, also in der beim Frauenringen schwersten Gewichtsklasse.
Ihren ersten Start bei einer internationalen Meisterschaft absolvierte sie im Jahre 2007. Sie wurde dabei in Warschau Junioren-Europameisterin der Altersgruppe "Kadetten". Auch in den folgenden Jahren war sie bei den internationalen Meisterschaften im Juniorenbereich außerordentlich erfolgreich. Junioren-Europameisterin wurde sie noch in den Jahren 2008 (Cadets), 2009, 2010 und 2011. Junioren-Weltmeisterin wurde sie in den Jahren 2009, 2010 und 2011. Dies bedeutet, dass Natalja Worobjowa bei allen acht internationalen Meisterschaften im Juniorenbereich, an denen sie teilnahm, siegte.
Seit 2009 setzte der russische Ringerverband Natalja Worobjowa auch bei einigen internationalen Turnieren ein, bei denen sie immer hervorragende Ergebnisse erzielte. Ihr erster und bisher einziger Start bei einer internationalen Meisterschaft der Frauen war der bei der Europameisterschaft 2012 in Belgrad. Sie besiegte dort in ihrem ersten Kampf die amtierende Weltmeisterin Stanka Slatewa aus Bulgarien. In ihrem nächsten Kampf unterlag sie aber gegen die mehrfache Europameisterin Kateryna Burmistrowa aus der Ukraine. Sie konnte das Turnier aber in der Trostrunde fortsetzen und sich dabei mit Siegen über Karine Schabojan, Armenien und Jenny Fransson aus Schweden eine EM-Bronzemedaille sichern.
Bei den am letzten Märzwochenende 2012 stattgefundenen russischen Meisterschaften machte sie einen ganz großen Schritt in Richtung Olympische Spiele 2012 in London. Sie siegte dort im Endkampf dieser Meisterschaft gegen die zweifache russische Meisterin Jekaterina Borissowna Bukina auf Schultern und wurde damit russische Meisterin 2012.
Bei den Olympischen Spielen 2012 in London war sie in bester Form und besiegte mit Kateryna Burmistrowa, Güzäl Mänürowa, der Titelverteidigerin Wang Jiao und Stanka Slatewa vier Weltklasse-Athletinnen. Diese Siege brachten ihr die olympische Goldmedaille ein.
Ihre Erfolge setzte Natalja Worobjowa auch 2013 fort. Im März dieses Jahres wurde sie in Tiflis mit Siegen über Kateryna Burmistrowa, Marina Gastl, Agnieszka Wieszczek-Kordus und Maider Unda Gonzales de Audicana auch Europameisterin. Bei der Weltmeisterschaft im September 2013 in Budapest sah sie schon wie die sichere Siegerin aus. Sie hatte in den Vorkämpfen Otschirbatyn Burmaa, Mongolei, Hiroe Suzuki, Japan, Erica Wiebe, Kanada und Swetlana Sajenko aus Moldawien besiegt und stand damit im Finale der Chinesin Zhang Fengliu gegenüber. Kurz vor Schluss führte sie in der dritten Runde mit 5:3 Punkten, wurde dann aber von einem Konter der Chinesin überrascht und auf die Schultern gelegt. Für sie blieb damit nur der 2. Platz.
Nach der Neueinteilung der Gewichtsklassen durch den Internationalen Ringer-Verband (FILA) zum 1. Januar 2014 erschien Natalja Worobjowa beim "Iwan-Yarigin"-Memorial in Krasnojarsk im Januar 2014 in der Gewichtsklasse bis 69 kg und holte sich den Turniersieg vor Darima Sanschejewa, Russland, Kaeko Kugo, Japan und Alina Stadnyk-Machynja, Ukraine. Auch beim Mannschafts-Welt-Cup in Tokio im März 2014 vertrat sie die russischen Farben in der Gewichtsklasse bis 69 kg. Sie kam dort zu Siegen über Dorothy Yeats, Kanada und Oksana Waschtschuk, Ukraine, unterlag aber im Endkampf, den Russland gegen Japan mit 0:8 verlor, gegen Sara Doshō nach Punkten. Bei der Europameisterschaft im April 2014 in Vantaa/Finnland überzeugte sie wieder und gewann mit Siegen über Adina Popescu, Rumänien, Aline Focken, Deutschland, Alina Stadnyk-Machynja und Ilana Kratisch, Israel ihren zweiten Europameistertitel. Bei der russischen Meisterschaft dieses Jahres pausierte sie. Sie war aber wieder bei der Weltmeisterschaft in Taschkent in der Gewichtsklasse bis 69 kg am Start. Sie besiegte dort Suman Kundu, Indien, Zhou Feng, China und Dorothy Yeats, verlor aber im Halbfinale gegen Sara Doshō (3:6 Punkte). Im Kampf um eine der Bronzemedaillen besiegte sie dann Jenny Fransson aus Schweden. Sara Doshō verlor überraschend im Finale gegen Aline Focken.
2015 wurde Natalja Worobjowa in Las Vegas Weltmeisterin in der Gewichtsklasse bis 69 kg Körpergewicht. Auf dem Weg zu diesem Erfolg kam zu u. a. zu Siegen über Jenny Fransson, Aline Focken und Zhou Feng.
Bei den Olympischen Spielen 2016 in Rio de Janeiro gelang es ihr aber nicht, ihren Erfolg von 2012 zu wiederholen. Nachdem zunächst Elmira Syzdykowa, Kasachstan, Nasanburmaa Ochirbat, Mongolei und Enas Moustafe Youssef Ahmed aus Ägypten besiegt hatte, traf sie im Finale auf die Japanerin Sara Dosho. Sie führte in diesem Kampf bis ca. 25 Sekunden vor Schluss mit 2:0 Punkten, konnte dann aber einen Beinangriff von Sara Doshō nicht abwehren, die dafür 2 Punkte erhielt. Beim Stand von 2:2 Punkten gewann Sara Doshō den Endkampf wegen der höheren Wertung und Natalja Worobjowa musste sich mit der Silbermedaille zufriedengeben.
Im Januar 2019 startete Natalja Worobjowa ein Comeback. Sie belegte dabei beim "Henri-Deglane"-Challenge in Nizza in der Gewichtsklasse bis 76 kg hinter den beiden Kirgisinnen Meerim Schumanasarowa und Aiperi Medet Kizi den 3. Platz. Bei den Europaspielen in Minsk ging sie in der gleichen Gewichtsklasse an den Start und unterlag in ihrem ersten Kampf gegen Wasilisa Marsaliuk aus Weißrussland. In der Trostrunde siegte sie dann über Martina Künz aus Österreich, unterlag aber im nachfolgenden Kampf um eine der Bronzemedaillen gegen Epp Mae aus Estland.
Bei der Weltmeisterschaft 2019 in Nur-Sultan startete Natalja Worobjowa in der nicht-olympischen Gewichtsklasse bis 72 kg und sicherte sich mit Siegen über Masako Furuichi, Japan, Alexandra Anghel, Rumänien, Schamila Bakbergenowa, Kasachstan und Alina Stadnik Machinja aus der Ukraine den Titel. Im Oktober 2019 startete sie auch bei den Militär-Weltspielen in Wuhan, allerdings in der Gewichtsklasse bis 76 kg. Im Finale siegte sie dort über Wang Juan aus China.

## Internationale Erfolge
| Jahr | Platz  | Wettbewerb                                 | Gewichtsklasse | Ergebnisse |
| 2007 | 1.     | Junioren-EM (Cadets) in Warschau           | bis 65 kg      | vor Marzena Michalik, Polen, Irina Netreba, Ukraine und Adina Popescu, Rumänien |
| 2008 | 1.     | Junioren-EM (Cadets) in Daugavpils         | bis 70 kg      | vor Alina Stadnyk-Machynja, Ukraine, Cynthia Vanessa Vescan, Frankreich und Julia Drawatschuk, Ukraine                                                                              |
| 2009 | 2.     | Großer Preis von Deutschland in Dormagen   | bis 72 kg      | hinter Jekaterina Borissowna Bukina, Russland, vor Jenny Fransson, Schweden und Swetlana Sajenko, Ukraine                                                                           |
| 2009 | 1.     | Junioren-EM in Tiflis                      | bis 72 kg      | vor Cynthia Vanessa Vescan, Eva-Maria Maierhofer, Österreich und Epp Mae, Estland                                                                                                   |
| 2009 | 1.     | Junioren-WM in Ankara                      | bis 72 kg      | nach Siegen über Epp Mae, Dajanara Tivery Suarez, Puerto Rico, Oksana Waschtschuk, Ukraine und Roxana Camelia Ianvolovici, Rumänien                                                 |
| 2010 | 2.     | Weltcup in Nanjing/China                   | bis 72 kg      | hinter Ali Sue Bernard, USA, vor Kyoko Hamaguchi, Japan und Ohenewa Akuffo, Kanada                                                                                                  |
| 2010 | 12.    | Großer Preis von Deutschland in Dormagen   | bis 72 kg      | Siegerin: Jekaterina Bukina vor Marina Gastl, Österreich |
| 2010 | 1.     | Junioren-EM in Samokow/Bulgarien           | bis 72 kg      | vor Cynthia Vanessa Vescan, Kubra Yücel, Türkei und Natalja Murachowa, Ukraine |
| 2010 | 1.     | Junioren-WM in Budapest                    | bis 72 kg      | nach Siegen über Patricia Kiecana, Polen, Liu Xinyi, China, Kang Han-bit, Südkorea, Brittany Delgado, USA und Cynthia Vanessa Vescan                                                |
| 2011 | 3.     | Golden-Grand-Prix in Krasnojarsk           | bis 72 kg      | hinter Jelena Perepelkina und Alena Starodubzewa, beide Russland, gemeinsam mit Kateryna Burmistrowa, Ukraine                                                                       |
| 2011 | 2.     | Großer Preis von Frankreich in Tourcoing   | bis 72 kg      | hinter Qing Xu, China, vor Ali Sue Bernard und Jekaterina Bukina |
| 2011 | 1.     | Großer Preis von Deutschland in Dormagen   | bis 72 kg      | vor Leah Callahan, Kanada, Agnieszka Wieszczek, Polen und Marina Gastl |
| 2011 | 1.     | Junioren-EM in Zrenjanin                   | bis 72 kg      | vor Cynthia Vanessa Vescan, Una Swetlana Tuba, Serbien und Epp Mae |
| 2011 | 2.     | Golden-Grand-Prix in Baku                  | bis 72 kg      | hinter Stanka Slatewa Christowa, Bulgarien, vor Aljona Starodubzewa und Hiroe Suzuki, Japan                                                                                         |
| 2011 | 1.     | Junioren-WM in Bukarest                    | bis 72 kg      | vor Cynthia Vanessa Vescan, Elmira Sisdikjowa, Kasachstan und Feng Zhou, China |
| 2011 | 1.     | Tropheo Milone in Ostia                    | bis 72 kg      | vor Angelika Pilajewa, Russland und Elena Diana Mudrag, Rumänien |
| 2011 | 1.     | Helsinki Open                              | bis 72 kg      | vor Epp Mae und Jonna Konivuori, Finnland |
| 2012 | 1.     | Mongolian Open in Ulaanbaatar              | bis 72 kg      | vor Otschirbatyn Burmaa, Mongolei, Stephany Lee, USA und Badrachyn Odontschimeg, Mongolei                                                                                           |
| 2012 | 3.     | Golden-Grand-Prix in Krasnojarsk           | bis 72 kg      | hinter Stanka Slatewa und Otschirbatyn Burmaa, vor Aljona Starodubzewa |
| 2012 | 1.     | Golden-Grand-Prix in Klippan               | bis 72 kg      | vor Maider Unda Gonzales de Audicana, Spanien, Sheherazade Bentorki, Frankreich und Jenny Fransson                                                                                  |
| 2012 | 3.     | EM in Belgrad                              | bis 72 kg      | nach einem Sieg über Stanka Slatewa Christowa, einer Niederlage gegen Kateryna Burmistrowa und Siegen über Karine Schabojan, Armenien und Jenny Fransson                            |
| 2012 | Gold   | OS in London                               | bis 72 kg      | nach Siegen über Kateryna Burmistrowa, Gusel Manjurowa, Wang Jiao und Stanka Slatewa                                                                                                |
| 2013 | 1.     | Golden-Grand-Prix in Klippan               | bis 72 kg      | vor Marina Gastl, Österreich, Rino Abe, Japan und Maider Unda Gonzales de Audicana                                                                                                  |
| 2013 | 1.     | EM in Tiflis                               | bis 72 kg      | nach Siegen über Kateryna Burmistrowa, Marina Gastl, Agnieszka Wieszczek-Kordus und Maider Unda Gonzales de Audicana                                                                |
| 2013 | 1.     | Grand Prix von Spanien in Madrid           | bis 72 kg      | vor Wasilisa Marsalijuk, Weißrussland, Adeline Gray, USA und Otschirbatyn Burmaa |
| 2013 | 1.     | Intern. Turnier in Olympia/Griechenland    | bis 72 kg      | vor Ksenia Burakowa, Russland und Ekaterini Pitsiava, Griechenland |
| 2013 | 3.     | "Wacław-Ziółkowski"-Memorial in Spała      | bis 72 kg      | hinter Erica Wiebe, Kanada und Güzal Manurowa |
| 2013 | 2.     | WM in Budapest                             | bis 72 kg      | nach Siegen über Otschirbatyn Burmaa, Hiroe Suzuki, Japan, Erica Wiebe und Swetlana Sajenko und einer Niederlage gegen Zhang Fengliu, China                                         |
| 2013 | 1.     | Sportaccord-Combat-Games in St. Petersburg | bis 72 kg      | vor Mae Epp, Estland |
| 2013 | 1.     | Golden-Grand-Prix in Baku                  | bis 72 kg      | vor Hiroe Suzuki, Japan, Jenny Fransson und Badrachyn Odontschimeg |
| 2014 | 1.     | "Iwan-Yarigin"-Memorial in Krasnojarsk     | bis 69 kg      | vor Darima Sanschejewa, Russland, Kaeko Kugo, Japan und Alina Stadnyk-Machynja, Ukraine                                                                                             |
| 2014 | 1.     | EM in Vantaa/Finnland                      | bis 69 kg      | nach Siegen über Adina Popescu, Rumänien, Aline Focken, Deutschland, Alina Stadnyk-Machynja, Ukraine und Ilana Kratisch, Israel                                                     |
| 2014 | 1.     | Poland-Open in Dąbrowa Górnicza            | bis 69 kg      | vor Laura Skujina, Lettland, Elmira Syzdykowa, Kasachstan und Swetlana Sajenko |
| 2014 | 3.     | WM in Taschkent                            | bis 69 kg      | nach Siegen über Suman Kundu, Indien, Zhou Feng, China und Dorothy Yeats, einer Niederlage gegen Sara Doshō, Japan und einem Sieg über Jenny Fransson, Schweden                     |
| 2015 | 1.     | "Iwan-Yarigin"-Grand-Prix in Krasnojarsk   | bis 69 kg      | vor Nasanburmaaa Ochirbat, Mongolei, Ksenia Burakowa, Russland, und Dorothy Yeats                                                                                                   |
| 2015 | 1.     | Großer Preis von Deutschland in Dormagen   | bis 69 kg      | vor Martina Kuenz, Österreich, Leah Ferguson Callahan, Kanada und Anna Schell, Deutschland                                                                                          |
| 2015 | 3.     | 1. Europaspiele in Baku                    | bis 69 kg      | nach Siegen über Nadeschda Muschka, Aserbaidschan und Agnieszka Wieszczek-Kordus, Polen, einer Niederlage gegen Ilana Kratisch und einem Sieg über Maria Luiza Vryoni, Griechenland |
| 2015 | 1.     | WM in Las Vegas                            | bis 69 kg      | nach Siegen über Chen Wen-Ling, Taiwan, Jeong Eun-sun, Südkorea, Jenny Fransson, Aline Focken und Zhou Feng                                                                         |
| 2015 | 1.     | Golden-Grand-Prix in Baku                  | bis 69 kg      | vor Jenny Fransson, Rio Watari, Japan und Aline Focken |
| 2016 | Silber | OS in Rio de Janeiro                       | bis 69 kg      | nach Siegen über Elmira Syzdykowa, Nasanburmaa Ochirbat und Enas Moustafa Youssef Ahmed, Ägypten und einer Niederlage gegen Sara Doshō, Japan                                       |
| 2019 | 3.     | "Henri-Deglane"-Challenge in Nizza         | bis 76 kg      | hinter Meerim Schumanasarowa und Aiperi Medet Kizi, beide Kirgisistan |
| 2019 | 1.     | Großer Preis von Deutschland in Dormagen   | bis 76 kg      | vor Martina Kuenz, Österreich, Francy Rädelt, Deutschland und Georgina Nelthorpe, Großbritannien                                                                                    |
| 2019 | 2.     | Sassari City Matteo Pellicone Memorial     | bis 76 kg      | hinter Erica Wiebe, Kanada, vor Aline Focken, Deutschland und Epp Mae, Estland |
| 2019 | 5.     | Europaspiele in Minsk                      | bis 76 kg      | nach einer Niederlage gegen Wasilisa Marsaliuk, Weißrussland, einem Sieg über Martine Kuenz, Österreich und einer Niederlage gegen Epp Mae                                          |
| 2019 | 1.     | Poland-Open in Warschau                    | bis 76 kg      | vor Jekaterina Bukina, Elmira Sisdikowa, Kasachstan und Epp Mae |
| 2019 | 1.     | WM in Nur-Sultan                           | bis 72 kg      | nach Siegen über Masako Furuichi, Japan, Alexandra Anghel, Rumänien, Schamila Bakbergenowa, Kasachstan und Alina Stadnik Machinja, Ukraine                                          |
| 2019 | 1.     | Militär-Weltspiele in Wuhan                | bis 76 kg      | vor Wang Juan, China, Alla Belinskaja, Ukraine und Gulmaral Jerkebajewa, Kasachstan                                                                                                 |

## Russische Meisterschaften
| Jahr | Platz | Gewichtsklasse | Ergebnisse                                                                           |
| 2011 | 3.    | bis 72 kg      | hinter Jekaterina Bukina und Jelena Perepelkina                                      |
| 2012 | 1.    | bis 72 kg      | vor Jekaterina Bukina und Jelena Perepelkina                                         |
| 2013 | 3.    | bis 72 kg      | hinter Jekaterina Bukina und Wiktorija Frolow                                        |
| 2016 | 1.    | bis 69 kg      | vor Tatjana Kolesnikowa-Morosowa, Swetlana Welesjuk und Julia Maksimowa-Bartnowskaja |

Erläuterungen
- alle Wettbewerbe im freien Stil
- OS = Olympische Spiele, WM = Weltmeisterschaft, EM = Europameisterschaft